# سیارک ۳۳۲۰
سیارک ۳۳۲۰ (به انگلیسی: 3320 Namba، نامگذاری:1982VZ4) سه هزار و سیصد و بیستمین سیارک کشف شده‌است که در ۱۴ نوامبر ۱۹۸۲ کشف شد.
قدر مطلق سیارک برابر ۱۳٫۳۰ است.